# „Később nem árt” kritérium
| Név                            | megfelel? |
| ------------------------------ | --------- |
| Kétfordulós rendszer           | Igen      |
| Egyetlen átruházható szavazat  | Igen      |
| Azonnali többfordulós szavazás | Igen      |
| Feltételes szavazás            | Igen      |
| Minimax Condorcet              | Igen/nem  |
| Anti-többségi szavazás         | Nem       |
| Jóváhagyó szavazás             | Nem       |
| Borda-féle számlálás           | Nem       |
| Dodgson-módszer                | Nem       |
| Copeland-módszer               | Nem       |
| Kemeny–Young-módszer           | Nem       |
| Rangsorolt párok módszere      | Nem       |
| Schulze-módszer                | Nem       |
| Pontozásos szavazás            | Nem       |
| Usual judgement módszer        | Nem       |

A „később nem árt” kritérium (angolul: later-no-harm) egy Douglas Woodall által megfogalmazott szavazási rendszerek minősítésére szolgáló feltétel. A kritérium akkor teljesül, ha bármely választáson egy kevésbé preferált jelöltet további rangsorolása vagy pozitív értékelése egy választópolgár által nem okozhat hátrányt egy jobban preferált jelöltnek. Azok a szavazási rendszerek, amelyek nem teljesítik a „később nem árt” kritériumot, ki vannak téve bizonyos taktikai szavazási stratégiáknak, az úgynevezett eltemetésnek, amely megtagadhatja a győzelmet az olyan jelölttől, amely Condorcet-győztes lenne.

## Megfelelőség ellenőrzése
A „később nem árt” kritérium teljesülésének ellenőrzéséhez meg kell állapítani annak valószínűségét, hogy a választó által előnyben részesített jelöltet megválasztják a szavazáshoz való későbbi preferencia hozzáadása előtt és után, a valószínűség esetleges csökkenésének meghatározásához. A „később nem árt” kritérium feltételezi, hogy a későbbi preferenciák egymás után kerülnek a szavazólapra, így a már felsorolt jelölteket részesítik előnyben a később hozzáadott jelöltekkel szemben.

## Fordítás
Ez a szócikk részben vagy egészben  a   Later-no-harm criterion című angol Wikipédia-szócikk fordításán alapul.  Az eredeti cikk szerkesztőit annak laptörténete sorolja fel. Ez a jelzés csupán a megfogalmazás eredetét és a szerzői jogokat jelzi, nem szolgál a cikkben szereplő információk forrásmegjelöléseként.

## Kapcsolódó szócikk
- „Később nem segít” kritérium